# 프랑스 여자 농구 국가대표팀
프랑스 여자 농구 국가대표팀(프랑스어: Équipe de France féminine de basket-ball)은 프랑스를 대표하여 국가대항전에 참가하는 여자 농구 국가대표팀이다. 프랑스 농구 연맹이 관리하고 있으며 올림픽에서 은메달 1개와 동메달 2개를 획득했고 월드컵에서 동메달 1개를 획득했다.

## 역대 성적

### 올림픽
| 1976년 | 진출 실패 | 진출 실패 | 진출 실패 | 진출 실패 | 진출 실패 | 진출 실패 |
| 1980년 | 진출 실패 | 진출 실패 | 진출 실패 | 진출 실패 | 진출 실패 | 진출 실패 |
| 1984년 | 진출 실패 | 진출 실패 | 진출 실패 | 진출 실패 | 진출 실패 | 진출 실패 |
| 1988년 | 진출 실패 | 진출 실패 | 진출 실패 | 진출 실패 | 진출 실패 | 진출 실패 |
| 1992년 | 진출 실패 | 진출 실패 | 진출 실패 | 진출 실패 | 진출 실패 | 진출 실패 |
| 1996년 | 진출 실패 | 진출 실패 | 진출 실패 | 진출 실패 | 진출 실패 | 진출 실패 |
| 2000년 | 5위       | 7         | 5         | 2         |           |           |
| 2004년 | 진출 실패 | 진출 실패 | 진출 실패 | 진출 실패 |           |           |
| 2008년 | 진출 실패 | 진출 실패 | 진출 실패 | 진출 실패 |           |           |
| 2012년 | 은메달    | 8         | 7         | 1         |           |           |
| 2016년 | 4위       | 8         | 4         | 4         |           |           |
| 2020년 | 동메달    | 6         | 3         | 3         |           |           |
| 2024년 |           |           |           |           |           |           |
| 합계   | 4/13      | 39        | 19        | 10        |           |           |